# Schwöb
Schwöb ist seit 1978 ein Gemeindeteil der Gemeinde Schönau am Königssee im oberbayerischen Landkreis Berchtesgadener Land.

## Geographie
Die Gnotschaft Schwöb liegt im Tal der Königsseer Ache am östlichen rechten Auenrand. Durch Schwöb verläuft die Alte Königsseer Straße, bis zur Fertigstellung der Umgehungsstraße die Trasse der Bundesstraße 20.

## Geschichte
Vermutlich bereits ab Ende des 14. Jahrhunderts war Schwöb der 4. Gnotschafterbezirk der „Urgnotschaft“ Schönau im Berchtesgadener Land, das ab 1380 das Kernland der Reichsprälatur Berchtesgaden und der später eigenständigen, reichsunmittelbaren Fürstpropstei Berchtesgaden (1559–1803) bildete. Nach drei kurz hintereinander folgenden Herrschaftswechseln wurde 1810 das Berchtesgadener Land mit seinen Gnotschaften dem Königreich Bayern angegliedert und aus Schönau ab 1817 eine Gemeinde. Im gleichen Jahr sind die bis dahin Schönauer Gnotschaften Faselsberg, Königssee und Schwöb zur Gemeinde Königssee zusammengefasst worden. 1978 erfolgte im Zuge der Gebietsreform in Bayern die Wiederzusammenlegung der Gemeinden Schönau und Königssee in die Einheitsgemeinde Schönau am Königssee mit in etwa gleicher Gebietsgröße der einstigen Urgnotschaft. Seither ist Schwöb ein Ortsteil bzw. eine Gnotschaft von Schönau am Königssee.

## Kultur und Sehenswürdigkeiten
In der Denkmalliste Schönau a.Königssee werden für Schwöb vier Baudenkmäler gelistet: ein Bauernhaus, ein Zuhäusl, eine Kapelle und ein Steinmarterl.